# StMV Blaue Sänger Göttingen
Die Studentische Musikvereinigung Blaue Sänger in Göttingen im SV (bekannter unter der Kurzbezeichnung „Die Blauen Sänger“) ist eine gemischte, farbenführende und nichtschlagende Studentenverbindung in Göttingen. Sie wurde 1860 unter dem Namen Studenten-Gesangverein der Georgia Augusta gegründet und ist damit die älteste kulturelle Hochschulgruppe der Göttinger Universität. Die Blauen Sänger sind Mitglied im Sondershäuser Verband Akademisch-Musikalischer Verbindungen (SV).
Derzeit unterhalten die Blauen Sänger als stehende Einrichtungen
- ein Symphonieorchester,
- eine Bigband,
- einen gemischten Chor sowie
- ein Theaterensemble.

Zusätzlich dazu gibt es im Philistriertenverband (PhV) einen weiteren gemischten Chor sowie ein weiteres, rund 60-köpfiges Symphonieorchester. Beide Ensembles proben auf Projektbasis an ein bis zwei Wochenenden im Jahr. Die Rahmenbedingungen ermöglichen es außerdem, dass immer wieder Kammerensembles oder -chöre, Jazzensembles, Streichorchester oder ähnliche Formationen projektartig entstehen, teilweise auch über mehrere Semester hinweg. Die Förderung derartiger Projekte ist ebenfalls Vereinszweck der Blauen Sänger.

## Geschichte

### Gründung als Verein
Die 1860 als Studenten-Gesangverein der Georgia Augusta (kurz StGV) gegründete heutige Verbindung war der erste ausschließlich aus Studenten bestehende Gesangverein Göttingens. Bis zu diesem Zeitpunkt waren die Studenten darauf angewiesen, in den bürgerlichen Gesangvereinen mitzusingen, sofern sie in einem Chor singen wollten. Entsprechend hoch war der Zuspruch, den der Gesangverein bei seiner Gründung von den Studenten erhielt. Durch einen Aufruf in der Studentenschaft im Spätherbst 1859 aufmerksam geworden, waren beim ersten Konzert im Januar 1860 bereits annähernd 50 Studenten Mitglied des StGV, was knapp 8 % aller in Göttingen immatrikulierten Studenten entsprach.

### Entwicklung zur Verbindung
Ursprünglich stand der „Studenten-Gesangverein der Georgia Augusta“ als akademischer Gesangverein allen Studenten offen, unabhängig von einer eventuellen Mitgliedschaft in einer anderen Studentenverbindung. Vor dem Hintergrund, dass jedoch nur wenige Verbindungsstudenten zugleich Mitglied des Studenten-Gesangvereins waren – die zeitlichen Anforderungen des Vereins- und Verbindungslebens ließen sich nur ungenügend miteinander vereinbaren –, beschlossen seine Mitglieder 1874, die Möglichkeit einer gleichzeitigen Mitgliedschaft in einer anderen Verbindungen in Göttingen auszuschließen. Zeitnah dazu wählte sich der StGV eigene Farben (hellblau-weiß-hellblau) und ein dazugehöriges Wappen. Damit war zugleich auch der Schritt vom Verein zur Verbindung vollzogen. Im selben Jahr noch schloss man sogenannte „Kartellverträge“, also gegenseitige Unterstützungsvereinbarungen, mit anderen studentischen Gesangvereinen wie z. B. dem Akademischen Gesangverein München oder der Akademischen Liedertafel Berlin, die bereits 1867 einen solchen Vertrag untereinander geschlossen hatten und aus dem der heutige Sondershäuser Verband entstand.

### Spaltung und Entstehung des Namens „Blaue Sänger“
Die nach den Feiern zum 25-jährigen Jubiläum rasch ansteigenden Mitgliederzahlen (WS 1884/85: 59 Mitglieder / SS 1886: 74 Mitglieder) führte zu Spannungen innerhalb der Aktivitas: [Es] entstanden zwei Parteien, von denen die eine mehr für Kunstgesang, öffentliches Auftreten und die damit verbundenen kostspieligen gesellschaftlichen Veranstaltungen […] war, während die andere die Pflege des Volks- und Studentenliedes, die Gemütlichkeit und die Freundschaft voranstellte. Am 10. Juni 1887 kam es zur Abspaltung der Minorität, die eine mehr auf studentisches Liedgut und Volkslieder ausgerichtete musikalische Arbeit gefordert hatte. Diese Minorität gründete am darauffolgenden Tag den Akademischen Gesangverein Gottinga mit den Farben grün-weiß-gold. Zur besseren Unterscheidung der beiden nun bestehenden studentischen Gesangvereine bürgerten sich in der Folge in Göttingen die Bezeichnungen „Blaue Sänger“ und „Grüne Sänger“ ein. Offiziell behielt man den Namen „Studenten-Gesangverein der Georgia Augusta“ jedoch bis zur Auflösung der Aktivitas im November 1935 bei.

### Die „Blauen Sänger“ während des Nationalsozialismus
Bereits im Sommersemester 1933 wurde das Haus der Blauen Sänger auf Betreiben der Aktiven in ein Kameradschaftshaus umgewandelt. Zeitgleich ging ab 1933 die musikalische Leistungsfähigkeit zurück, was auch daran lag, dass der musikalische Leiter Wilhelm Kamlah, immerhin einer der bedeutendsten Kenner Heinrich Schütz’ im 20. Jahrhundert, sein Amt 1934 niederlegte. Inwieweit dieses auch damit zusammenhing, dass Wilhelm Kamlah von den Nationalsozialisten aus politischen Gründen (er erhielt 1934 wegen „jüdischer Versippung“ Berufsverbot) verfolgt wurde, ist unbekannt.
Am 26. November 1935 löste sich die Aktivitas des Studenten-Gesangvereins auf. Das Haus wurde anderweitig vermietet (so unter anderem an die Göttinger Händel-Gesellschaft). Ab dem Sommer 1937 nutzte das Haus eine NS-Kameradschaft, zunächst nur einmal wöchentlich, ab dem Wintersemester 1937 jedoch permanent als Kameradschaftshaus. Der Alt-Herrenverband des Studenten-Gesangvereins erklärte sich bereit, diese NS-Kameradschaft als neue Aktivitas anzunehmen, nachdem diese ihrerseits zugesagt hatte, den Schwerpunkt ihrer Arbeit auf die Musik zu verlegen, sofern dies möglich wäre. Später erhielt diese NS-Kameradschaft, auch im Zusammenhang mit der schon längere Zeit entsprechend umbenannten Straße, an der das Haus lag, den Namen Albert Leo Schlageter.
Auf Druck der Nationalsozialisten wurde ab 1942 der Alt-Herrenverband des Studenten-Gesangvereins sukzessive in eine nationalsozialistische Altherrenschaft (AHS) überführt, was sich letztlich aber bis in den Januar 1944 hinzog. Zu diesem Zeitpunkt ging auch das Haus in das Eigentum der AHS über. Mit Einzug der Alliierten Truppen am 8. April 1945 in Göttingen wurde die NS-Kameradschaft und die AHS aufgelöst und das Eigentum beschlagnahmt. Das Haus wurde in der Folge als Unteroffiziersheim der britischen Armee genutzt und diente ab 1947 der Werner-Schule vom Roten Kreuz als Wohn- und Ausbildungsstätte.

### Die „Blauen Sänger“ seit 1945
1947 erhielt man die Genehmigung der britischen Militärregierung, den 1944 untergegangenen „Alt-Herrenverband des (ehemaligen) Studenten-Gesangvereins der Georgia-Augusta“ wiederzugründen. Zeitnah dazu hatte sich an der Göttinger Universität ein „Studentischer Musikkreis“ zusammengefunden, dessen Unterstützung der AHV schließlich übernahm. Die kulturelle Arbeit, die der Studentische Musikkreis bis 1951 geleistet hatte, fand nun mit dem Wiederbezug des Hauses einen raschen Aufschwung. Besonders der Chor, der Mitte der 1950er Jahre von einem reinen Männerchor durch die Aufnahme des Göttinger Händelchores zu einem großen gemischten Chor wurde, konnte über einige Jahre hinweg zusammen mit dem Göttinger Symphonieorchester unter Günther Weißenborn große Konzerte zur Aufführung bringen (u. a. Beethovens 9. Symphonie). 1958 einigten sich AHV und Aktivitas – nicht ohne kontroverse Diskussionen – auf den gemeinsamen Namen „Studentische Musikverbindung an der Georgia Augusta im SV“, der schließlich im Zusammenhang mit der gesellschaftlichen Entwicklungen ausgangs der 1960er in „Studentische Musikvereinigung“ umgewandelt wurde.
Die Blauen Sänger gelten innerhalb des Sondershäuser Verbandes als Auslöser der sog. „Damenfrage“. 1970 beschloss die Aktivitas der Blauen Sänger, im Zuge einer grundlegenden Satzungsrevision auch Frauen als vollständig gleichberechtigte Mitglieder aufzunehmen, was vom Altherren-Verband auch geduldet wurde. Obwohl z. B. schon im Jahr zuvor die ebenfalls dem Sondershäuser Verband angehörende AMV Waltharia Frankfurt ihre Verbindung für Frauen öffnete, waren die Blauen Sänger letztlich diejenigen, die am vehementesten um eine entsprechende Lösung im Sondershäuser Verband kämpften.
Derzeit (Stand: WS 2023/24) gehören der Aktivitas 68 Mitglieder an. Damit besitzen die Blauen Sänger aktuell die größte Aktivitas aller Göttinger Verbindungen und zählt zu den größten Verbindungen im deutschsprachigen Raum. Der 1882 ursprünglich als „Alt-Herren-Verband des ehemaligen Studenten-Gesangvereins der Georgia Augusta“ gegründete AHV trägt seit 2012 den Namen Philistriertenverband (PhV). Dieser hat derzeit 234 Mitglieder und ist damit nach dem AHV des AGV München (541 Mitglieder) und des PhV der AMB Ingvaeonia Münster (253 Mitglieder) der drittgrößte Philisterverband des Sondershäuser Verbandes.

## Musikalische Aktivitäten
Es gibt genau genommen zwei rechtlich vollkommen unabhängige Vereine: die „Aktivitas“ (Verein der Studierenden in Göttingen) und der „Alt-Herren-Verband“ (Ehemaligen-Verein). Beide Vereine betreiben unabhängig voneinander eigene musikalische Ensembles.

### Ensembles der Aktivitas

#### Chor der StMV Blaue Sänger Göttingen
Der Chor der Blauen Sänger ist zugleich auch das Gründungsensemble der Verbindung. Er besteht daher (mit einer Unterbrechung zwischen 1935 und dem Beginn der 1950er Jahre) seit 1860. In den ersten Jahren verzeichnete der Chor zum einen großen Zulauf von Studenten, konnte zum anderen aber mit Hermann Friedrich August Thureau (später Stadt- und Hoforganist sowie Dirigent in Eisenach) sowie Philipp Spitta (später Bachbiograph und Musikwissenschaftler) aber auch Dirigenten aufweisen. So erschien bereits 1863 in der in London erscheinenden The Musical World ein Artikel über „Music in Göttingen“ u. a. mit den Worten „In one of its concerts the Studenten-Gesangverein gave a very good performance of Mendelssohn's Antigone, with pianoforte accompaniment.“
Etwa zeitgleich mit der Umwandlung des Gesangvereins in eine Studentenverbindung 1874 kam es dazu, dass auch so genannte „außerordentliche Mitglieder“ dem Studenten-Gesangvereins beitreten konnten. Während die „ordentliche Mitglieder“ die Sänger des Chores waren, waren jene vom Singen befreit, hatten sich aber anderweitig (z. B. durch Instrumentalbeiträge) am musikalischen Bundes-/Vereinsleben zu beteiligen.
Mit der Auflösung des Studenten-Gesangvereins Ende 1935 wurde auch der Chorbetrieb eingestellt. Inwieweit die 1937 in das Haus eingezogene NS-Kameradschaft den Chorbetrieb wieder aufnahm bzw. fortführte wird derzeit gerade untersucht. Nachweislich ist ein Chorbetrieb erst wieder in den 1950er Jahren.
Zunächst als reiner Männerchor wiedergegründet, wandelte sich der Chor der Blauen Sänger in den 1950er Jahren zu einem gemischten Chor um, indem der bis dahin bestehende „Händelchor“, der fast nur noch aus Frauen bestand, dem Chor der Blauen Sänger beitrat. Der Chor, der dadurch entstand, war dann allerdings so groß, dass das Göttinger Symphonie Orchester unter der Leitung von Günther Weißenborn ihn regelmäßig für Konzerte (u. a. die Symphonie Nr. 9 von Ludwig van Beethoven) engagierte. Mit dem Ende des Chefdirigentenamtes von Günther Weißenborn im Jahre 1957 endete jedoch die Zusammenarbeit, und der Chor der Blauen Sänger verlor seine bisherige Bedeutung im Musikleben Göttingens. Im Wintersemester 2017/2018 wirkten über 80 Sängerinnen und Sänger im Chor mit. Derzeit wird er von Annalena Klein geleitet.

#### Orchester der StMV Blaue Sänger Göttingen
Eine „Gründung“ des Orchesters im engeren Sinne ist heute nicht mehr definitiv auszumachen. Die überlieferten Konzertprogramme belegen, dass schon im 19. Jahrhundert der Chor vereinzelt durch ein Orchester begleitet wurde. Da in allen dokumentierten Fälle kein externes Orchester genannt ist, liegt die Vermutung nahe, dass es sich um instrumentierende Bundesbrüder handelte, die sich projektbezogen zu einem Ensemble zusammenschlossen und sich mit externen Instrumentalisten verstärkten. Möglicherweise war dieses „projektorientierte Orchester“ auch ein Vorläufer der 1906 gegründeten Akademischen Orchestervereinigung, da zu der Zeit der Akademische Musikdirektor Otto Freiberg Dirigent des Studentengesangvereins war. Ende der 1920er Jahre tauchen in der Vereinszeitung Artikel auf, die über ein schon bestehendes und regelmäßig probendes Orchester berichten, das jedoch nach wenigen Jahren bereits nicht mehr nachweisbar ist.
Unmittelbar geht das heutige Orchester der Blauen Sänger zurück auf den „Studentischen Musikkreis“, der im Jahre 1947 aus studentischen Streichinstrumentalisten heraus entstand, wenn auch nicht vor dem unmittelbaren Hintergrund, ein Orchester gründen zu wollen. Vielmehr stand das gemeinsame Musizieren an sich im Vordergrund. Durch Kontakte einzelner Mitglieder zum „Alt-Herren-Verband des ehemaligen Studenten-Gesangvereins der Georgia Augusta“ entstand eine intensivere Beziehung zu den Blauen Sängern, die dahin führte, dass der Alt-Herren-Verband den Studentischen Musikkreis als neue (Nachkriegs)-Aktivitas annahm und jene sich neben der musikalischen Arbeit auch den studentischen Traditionen zuwandten. Ähnlich wie im 19. Jahrhundert im Chor wurde nun das Orchester durch das Hinzutreten von Nichtinstrumentalisten Teil einer größeren Organisationsform.
Für viele Jahre war das Orchester ein reines Streichorchester, das nur vereinzelt und im Bedarfsfalle durch einzelne Bläser (aus den Reihen der Verbindungsmitglieder bzw. durch extern Engagierte) ergänzt wurde. Etwa ab Beginn der 1990er traten jedoch vermehrt Bläser dem Orchester bei, was neben der Ausweitung des Programms auch zu einem kontinuierlichen Vergrößern des Bläsersatzes führte. Bis zum Jubiläumskonzert im Sommer 2000 war das Orchester auf einen romantischen Klangkörper angewachsen, den es jedoch in dieser Stärke in den kommenden Semestern zunächst nicht halten konnte. Derzeit besitzt das Orchester bei inzwischen wieder rund 50 Mitwirkenden einen spätklassischen Bläsersatz und widmet sich einem klassisch-romantischen Programm abseits der großen Symphonien. Im Sommersemester 2011 realisierte das Orchester die deutsche Erstaufführung der „Overture in G Minor“ von Charles Ives. Als einzig namhafter Dirigent ist Volker Schmidt-Gertenbach zu nennen, der Ende der 1960 das Orchester leitete und von 1974 bis 1989 Chefdirigent des Göttinger Symphonie Orchesters war. Von April 2006 bis Februar 2016 leitete Ulrich Witt das Orchester. Unter allen bisherigen Dirigenten hatte er dieses Amt am längsten inne. Aktueller Dirigent ist der ehemalige Geiger des Göttinger Symphonieorchesters Lewis Forward.

#### Theater der StMV Blaue Sänger Göttingen
Bereits im 19. Jahrhundert sind vereinzelt vereinsinterne Aufführungen von Theaterstücken nachweisbar, jedoch hat sich erst nach dem Zweiten Weltkrieg allmählich eine Theatergruppe als festes Ensemble etabliert und ist als solches auch in der studentischen Kulturszene anerkannt. Üblicherweise wird pro Semester ein neues Stück einstudiert, das zum Ende des Semesters auf der hauseigenen Bühne mehrfach zur Aufführung gebracht wird. Dabei handelt es sich teils um bekannte Werke wie „Leonce und Lena“ von Georg Büchner und „Romulus der Große“ von Friedrich Dürrenmatt, aber auch um Stücke von Mitgliedern der Blauen Sänger. Seit einigen Jahren gibt es verstärkt Kooperationen mit dem Theater im OP statt. Im Gegensatz zu den anderen musischen Gruppen wechselt im Theater der Blauen Sänger die Verantwortung für die Inszenierung typischerweise mit jedem Stück.

#### The Blue Singers Bigband
Seit dem Sommersemester 1996 gibt es eine Bigband mit dem Namen „The Blue Singers Bigband“. Zunächst als einmaliges Projekt gedacht, nahm sie zum Wintersemester 1996 den wöchentlichen Probenbetrieb auf. Beim 8. internationalen BigBand-Contest „Swingin’ Saxonia“ im Jahre 2014 belegte sie in der Kategorie „Amateure“ den zweiten Platz. Derzeitiger Bandleader ist Timm Fitschen.

### Ensembles des Philistriertenverbandes

#### Chor des PhV der StMV Blaue Sänger Göttingen
Anlässlich des 125. Stiftungsfestes der Blauen Sänger im Jahre 1985 fand ein Gottesdienst in der Marienkirche statt, bei dem ein Chor aus Aktiven und Ehemaligen Johann Sebastian Bachs Motette „Singet dem Herrn“ sang. Im Anschluss an das Fest beschloss man, dieses Projekt fortzuführen. Zunächst organisierte man noch ein Treffen auf dem Haus der Blauen Sänger, man verlegte dann aber schon bald den Ort in die Heimvolkshochschule in Loccum, wo man sich seit dem immer am ersten Wochenende nach Pfingsten trifft. Dirigent des Chores war seit seiner Gründung der Kieler Universitätsprofessor Johannes Schilling. Seit 2011 wird der Chor geleitet von Christoph Kohlwes.

#### Orchester des PhV der StMV Blaue Sänger Göttingen
Im Vorfeld des 150. Stiftungsfestes im Sommer 2010 kam unter einigen Mitgliedern des AHV der Wunsch auf, ein Orchester auf Projektbasis zu gründen. Mit den Proben wurde im Herbst 2008 begonnen. Derzeit besteht das Orchester aus rund 80 Musikern, die fast ausnahmslos dem AHV der Blauen Sänger angehören. Das erste öffentliche Auftreten des Orchesters erfolgte am 26. Juni 2010 mit der 4. Symphonie von Robert Schumann. Im Sommersemester 2015 trat das Orchester u. a. mit der h-Moll-Symphonie von Franz Schubert erneut im Stiftungsfestkonzert der Blauen Sänger auf.

### Weitere Ensembles
Ein weiteres Ensemble war das Gesangsoktett Irmtraut und die Sieben Zwerge. Es bezeichnete sich selbst als gemischtest Männeroktett und setzte sich, wie der Name es bereits andeutet, aus einer Frau und sieben Männern zusammen. Es entstand 1996 aus Mitgliedern der Blauen Sänger auf Projektbasis, wobei die Besetzung der Männerstimmen seit der Gründung mehrfach wechselte und im weiteren Verlauf auch Nicht-Mitglieder der Blauen Sänger umfasste. Ab 2002 trat es regelmäßig zusammen mit einem Bläserensemble des Göttinger Symphonieorchesters beim „Bullerjahn“ auf. Vom „Bullerjahn“ des Jahres 2004 entstand eine CD.

## Das Haus der Blauen Sänger

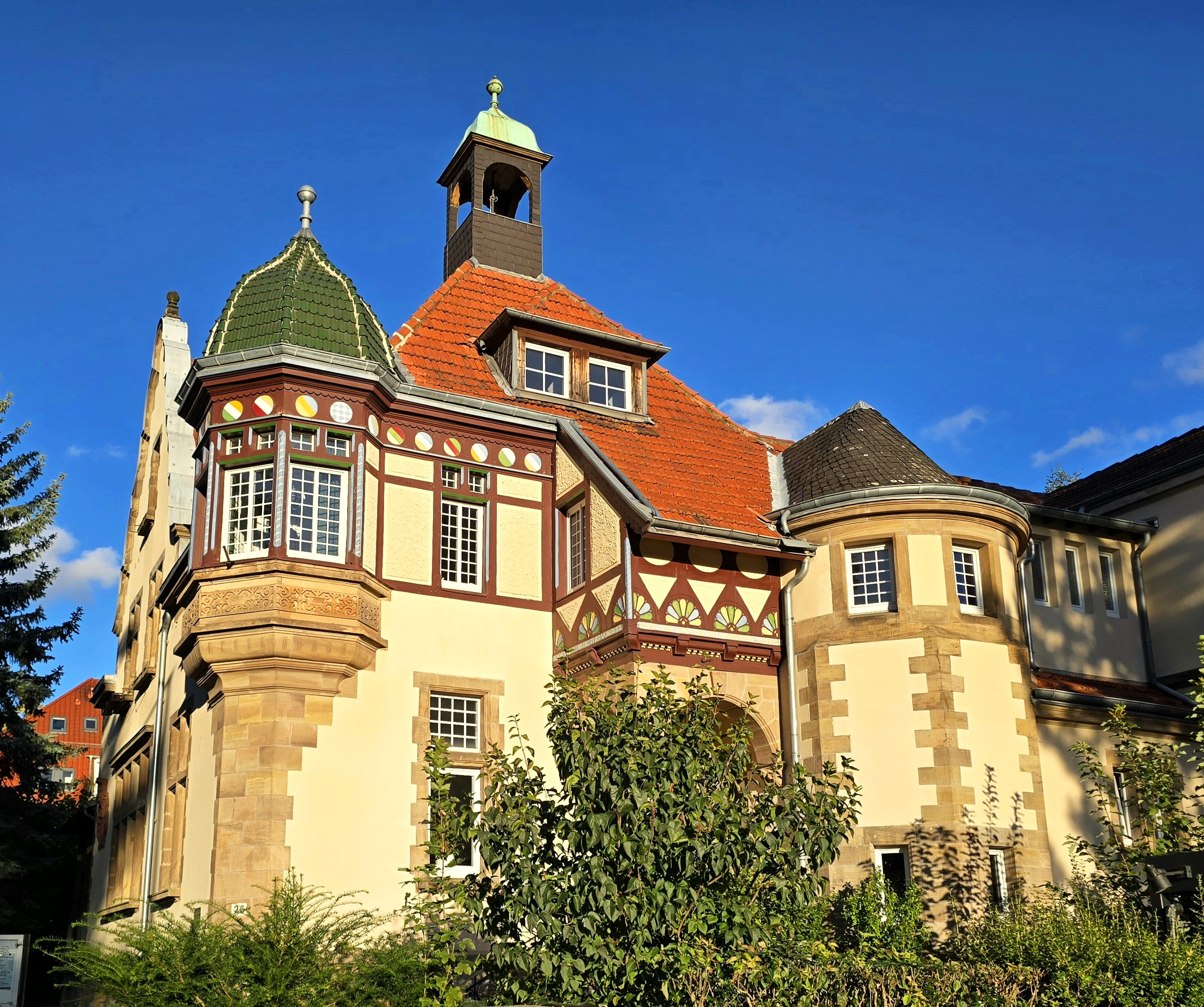
Verbindungshaus im Düstere-Eichen-Weg 26

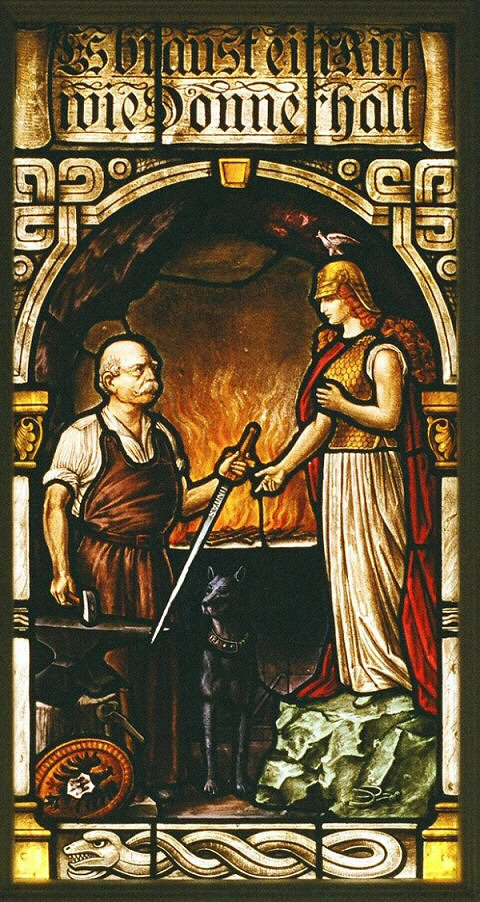
Bismarck als Schmied, der Germania das Schwert der Einheit übergebend – Ausschnitt aus einem Glasfenster im Haus der StMV nach einem Gemälde von Guido Philipp Schmitt

Im Jahre 1903/04 errichtete der damalige AHV des Studenten-Gesangvereins der Georgia Augusta nach Plänen des hannoverschen Architekten Eduard Wendebourg im Düstere-Eichen-Weg 26 ein eigenes Verbindungshaus, das auch heute noch von den Blauen Sängern genutzt wird. Das Haus der Blauen Sänger war das erste Haus einer nichtfarbentragenden Verbindung in Göttingen. Der Saal des denkmalgeschützten Hauses ist mit über 130 m² der größte private Saal in Göttingen. Die darin enthaltenen Buntglasfenster (Ausschnitt siehe rechts) entstanden in den Jahren 1908, 1910 und 1919.
Nach dem Bezug des Hauses zum Beginn des Sommersemesters 1904 wuchs in den folgenden Semestern die Aktivenzahl derart an, dass die Aktivitas bereits 1906 um eine Erweiterung nachsuchte, die 1910 ausgeführt wurde. Zu diesem Zeitpunkt besaß das Haus nebst Grundstück und Inventar einen Wert von 74.206 Mark. Einen weiteren Umbau erfuhr das Haus 1928.
Da man bei der Planung von der Einrichtung von Studentenzimmern ausdrücklich Abstand genommen hatte, war das Haus nicht für eine dauerhafte Bewohnung durch die Mitglieder vorgesehen, sondern es wurde lediglich eine „Hausmeisterwohnung“ eingerichtet. Als man 1933 beschloss, das Haus in ein Kameradschaftshaus umzuwandeln, kam es zu Überlegungen, das Haus erneut großzügig umzubauen und insbesondere das Dach anzuheben, um darunter Kameradschaftszimmer einzurichten. Alternativ dazu überlegte man, im Garten eine Unterkunftsbaracke zu errichten. Beide Pläne wurden jedoch aufgegeben, weil man die eigentlich durch den NSDStB zugesagte finanzielle Unterstützung nicht erhielt.
Ab 1937 wurde das Haus durch eine NS-Kameradschaft genutzt, die später, analog zur Umbenennung der Straße „Kameradschaft Albert Leo Schlageter“ hieß. Der Alt-Herrenverband des Studenten-Gesangvereins der Georgia Augusta nahm diese NS-Kameradschaft schließlich als Nachfolger des 1935 Studenten-Gesangvereins als neue Aktivitas an, nachdem diese zugesagt hatte, den Schwerpunkt der Kameradschaftsarbeit auf die Musik zu legen.
Ab 1942 erhöhte sich der Druck der Nationalsozialisten auf die noch bestehenden Alt-Herren-Verbände der ehemaligen Studentenverbindungen, die in der Regel als Eigentümer in die Grundbücher eingetragen waren. Auch von den Mitgliedern des Alt-Herrenverbandes des Studenten-Gesangvereins der Georgia Augusta verlangte man die Überführung des AHV in eine nationalsozialistische Altherrenschaft (AHS), widrigenfalls würde der AHV sein Haus letztlich verlieren. Diese Entwicklung war im Januar 1944 mit der grundbuchamtlichen Übertragung des Haus- und Hofeigentums abgeschlossen. Mit dem Einzug der Alliierten in Göttingen am 8. April 1945 wurden die AHS und die NS-Kameradschaft (als NS-Organisationen) aufgelöst und das bewegliche wie unbewegliche Eigentum vollständig beschlagnahmt. Das Haus wurde zunächst durch die britischen Truppen als Unteroffiziersheim genutzt, bis es 1947 ein Treuhänder an die Werner-Schule vom Roten Kreuz vermietete, die es aufwändig wieder herrichtete und es als Wohn- und Schulgebäude nutzte. Nachdem diese 1951 ein neues und größeres Haus in Göttingen bezogen hatte, wurde das Haus am 19. November 1951 vom (inzwischen wiedergegründeten) Alt-Herrenverband des ehemaligen Studenten-Gesangvereins der Georgia-Augusta bzw. von der neuen Aktivitas in Besitz genommen. Von den ursprünglichen Einrichtungsgegenständen erhielt man (ausweislich des Übergabeprotokolls) zurück: 3 Tische, 7 Stühle, 1 Gartenspaten. Der Flügel lag mit zerbrochenen Beinen im Garten und war, über Jahre dem Wetter ausgesetzt, nicht mehr zu gebrauchen. Vom Archiv der Blauen Sänger, das u. a. das über 90 Jahre hinweg genutzte Notenmaterial enthielt (u. a. auch selbst komponierte Werke der Mitglieder) war nichts erhalten geblieben.
Bis 1960 waren Teile des Hauses an den Göttinger Wingolf sowie die Turnerschaft Cheruscia vermietet. Seit dem Wiederbezug des Hauses 1951 werden Teile des Hauses durch Mitglieder bewohnt. Die Hausmeisterwohnung wurde Ende der 1960er Jahre aufgegeben. Damit einher ging auch die Aufgabe der hausinternen Herrichtung des Mittagstisches. Zunächst wurde das Essen mittags noch von außerhalb bezogen, mit Eröffnung der Zentralmensa der Georg-August-Universität diese Einrichtung jedoch endgültig aufgegeben.
Derzeit entsteht am Fachbereich „Mittlere und Neuere Geschichte“ der Georg-August-Universität Göttingen eine Dissertation mit dem Titel „Das Haus des Studenten-Gesangvereins der Georgia Augusta Göttingen. Die Bedeutung des Vereinsstandortes und seine Auswirkungen auf die Entwicklung eines akademischen Gesangvereins im 19. und 20. Jahrhundert als Beitrag zur Entwicklungsgeschichte des deutschen Vereins- und Korporationswesens“. Es ist dies die erste wissenschaftliche Publikation, die sich mit der Entwicklungsgeschichte eines Verbindungshauses auseinandersetzt.

## Bekannte Mitglieder
- Heinrich Konrad Christian Philipp Adolph (1836–1914), niedersächsischer Pastor und Autor biografischer Erinnerungen von lokalhistorischer Bedeutung, einer der Gründungsmitglieder des Studenten-Gesangvereins der Georgia-Augusta
- Adolf Paul Johannes Althaus (1861–1925), evangelischer Theologe und Professor an den Universitäten von Göttingen und Leipzig
- Heinz Ludwig Arnold (1940–2011), Literaturkritiker und Herausgeber der Zeitschrift Text + Kritik sowie der 3. Auflage des Kindlers Literatur Lexikon
- Walther Awe (1900–1968), Pharmazeut und Hochschullehrer
- Achim Block (1932–2019), CDU-Politiker, u. a. von 1977 bis 1994 Präsident des Niedersächsischen Landesprüfungsamtes für Lehrämter, von 1994 bis 1998 Mitglied des Niedersächsischen Landtages
- Albert Brackmann (1871–1952), Historiker und Archivar
- Rudolf Christoph Eucken (1846–1926), ostfriesischer Philosoph und Träger des Literaturnobelpreises
- Rudolf Otto Franke (1862–1928), Ordinarius für Sanskrit in Königsberg
- Heinrich Fuhrmann (1892–1953), Klassischer Archäologe
- Franz Fuhse (1865–1937), Kunsthistoriker, Konservator und Direktor des Städtischen Museums Braunschweig
- Gerhard Hellmers (1860–1944), Germanist, Pädagoge und Theaterkritiker
- Fritz Koenecke (1899–1979), Vorstandsvorsitzender der Daimler-Benz AG
- Eberhard König (1871–1949), Schriftsteller und Dramaturg
- Ernst Kohlrausch (1850–1923), Sportwissenschaftler und Filmpionier
- Eduard Kreuzhage (1838–1898), Komponist, Dramatiker und Lyriker, einer der Gründungsmitglieder des Studenten-Gesangvereins der Georgia-Augusta
- Karl Lamprecht (1856–1915), Professor für Geschichte an der Universität Leipzig, heute vor allem bekannt durch seine Rolle im Methodenstreit
- Otto Lauffer (1874–1949), Volkskundler und Kulturhistoriker
- Theodor Lockemann (1885–1945), Bibliothekar, Direktor der Universitätsbibliothek in Jena
- August Marahrens (1875–1950), Landesbischof der Ev.-luth. Kirche Hannovers von 1925 bis 1947
- Richard Matthaei (1853–1922), Jurist und Oberbürgermeister bzw. Ehrenbürger der Stadt Hamm/Westf.
- Rudolf Meißner (1862–1948), Professor für Germanische Philologie und Rektor der Universität Bonn
- Hans Meier-Branecke (1900–1981), Richter, Senatspräsident am Oberlandesgericht Braunschweig
- Paul Merkel (1872–1943), Rechtswissenschaftler und Hochschullehrer für Straf- und Prozessrecht
- Bruno Meyermann (1876–1963), Astronom
- Hermann Mirbt (1891–1968), Jurist
- Werner Naumann (1896–1952), von 1924 bis 1945 kaufmännischer Direktor der Focke-Wulf Flugzeugbau AG
- Arnold Nöldeke (1865–1945), Richter und Hamburger Justizsenator
- Julius August Philipp Spitta (1841–1894), Bachbiograph und Musikwissenschaftler
- Karl Stalmann (1877–1953), lutherischer Geistlicher, Generalsuperintendent von Hannover
- Werner Steinhoff (1875–1949), deutscher Volkswirt und Politiker (DNVP)
- Stefanie Stockhorst (* 1974), deutsche Germanistin und Kulturhistorikerin
- Georg Strecker (1929–1994), Theologe
- Otto Strecker (1851–1927), lutherischer Geistlicher
- Alfred von Sybel (1885–1945), Philosoph und Psychologe
- Otto Weiß (1871–1943), Arzt am Physiologischen Institut der Albertus-Universität Königsberg
- Viktor Zachariae (1837–1900), deutscher Arzt und von 1890 bis 1900 Bürgermeister von Wildemann im Oberharz, einer der Gründungsmitglieder des Studenten-Gesangvereins der Georgia-Augusta
- Erich Ziebarth (1868–1944), Althistoriker